# Caroline Cartier (actrice)
Pour les articles homonymes, voir Caroline Cartier et Cartier.
Caroline Cartier, née Geneviève Baillaut le 7 décembre 1948 à Avignon et morte le 8 août 1991 à Colombes, est une actrice française.

## Filmographie

### Cinéma
- 1968 : La Trêve de Claude Guillemot : Laura
- 1970 : La Vampire nue de Jean Rollin  : La femme vampire
- 1971 : Les Petites Filles modèles de Jean-Claude Roy
- 1972 : Les Zozos de Pascal Thomas : Nelly
- 1973[2] : Du côté d'Orouët de Jacques Rozier : Caroline
- 1975 : C'est dur pour tout le monde de Christian Gion : Toby
- 1975 : Souvenirs d'en France d'André Téchiné : Gisou
- 1975 : Le Jardin qui bascule de Guy Gilles : Sophie
- 1976 : Nono Nénesse de Pascal Thomas
- 1976 : Lumière : Caroline
- 1976 : Les Naufragés de l'île de la Tortue de Jacques Rozier : Julie, l'attachée de presse
- 1977 : Le Maestro de Claude Vital : Gisèle
- 1977 : Plus ça va, moins ça va de Michel Vianey : Sylvia Rastadelle
- 1978 : Les Petits Câlins de Jean-Marie Poiré : Sylvie
- 1979 : Au bout du bout du banc de Peter Kassovitz : La coiffeuse
- 1980 : Un amour d'emmerdeuse d'Alain Vandercoille : Laurence
- 1987 : La Vallée fantôme d'Alain Tanner : Madeleine
- 2007 : La Nuit des horloges de Jean Rollin (images extraites de La Vampire nue)

### Télévision
- 1970 : La Brigade des maléfices de Claude Guillemot
- 1973 : Le Temps de vivre... Le Temps d'aimer (série télévisée) : Isabelle
- 1976 : L'Homme de sable de Jean-Paul Carrère : Isabelle
- 1977 : Deux auteurs en folie (feuilleton)
- 1978 : Jean-Christophe (série télévisée) de François Villiers
- 1979 : Les Enquêtes du commissaire Maigret, épisodes : Le Fou de Bergerac, Maigret et l'Indicateur d'Yves Allégret